# انزياح كيميائي
الانزياح الكيميائي في مطيافية الرنين المغناطيسي النووي (NMR) هو قيمة توتر رنين نواة الذرة منسوبة إلى قيمة عياريّة مقاسة في نفس المجال المغناطيسي. تتعلق قيمة الانزياح الكيميائي عند تحليل المركبات الكيميائية بمطيافية NMR ببنية الجزيء.
عادة ما يستخدم مركب ثلاثي ميثيل السيلان (TMS) كمادة مرجعية قياسية لتحديد الانزياح الكيميائي في مطيافية 1H-NMR و 13C-NMR.

## التوتر العامل
تحدد قيمة التوتر العامل (أو توتر لارمور) ω0 للمغناطيس من بدارية لارمور.
{\displaystyle \omega _{0}=\gamma B_{0}\,,}
حيث
- B0 قوة المغناطيس المقاسة بوحدة تسلا أو غاوس
- γ النسبة المغناطيسية الدورانية (الجيرومغناطيسية) للنواة المقاسة

## اقرأ ايضاً
- مطيافية الرنين المغناطيسي النووي